# Складна черепаха кілевата
Склáдна черепаха кілевата (Pelusios carinatus) — вид черепах з роду Складні черепахи родини Пеломедузові черепахи.

## Опис
Загальна довжина карапаксу коливається від 23,2 до 26,3 см. Голова середнього розміру. Ніс трохи виступає уперед. Карапакс опуклий, у середині доволі широкий. Кіль дуже добре розвинено. Звідси й походить назва цієї черепахи. Задня частина карапаксу зубчаста. Пластрон містить шарнір між грудними і черевними щитками. Задні лапи мають ребристість, на кінцівках по 5 кігтів.
Голова чорна або коричнева з дрібними плямами жовтого або сірого кольору. Карапакс чорний. Пластрон жовтий або блідо—жовтий з чорним зовнішнім краєм.

## Спосіб життя
Полюбляє річки, озера й лагуни у тропічних лісах. Харчується рибою, молюсками, ракоподібними, земноводними, комахами, рослинами, квітами, насінням.
Самиця відкладає від 6 до 12 яєць. Інкубаційний період триває до 70 днів.

## Розповсюдження
Мешкає у Габоні, басейні річки Конго (Республіка Конго та Демократична Республіка Конго).